# بات فلوري
بات فلوري (بالإنجليزية: Pat Fleury)‏ هو لاعب قذف أيرلندي، ولد في 18 مايو 1956.